# Giganci ze stali
Giganci ze stali (ang. Real Steel) – amerykański film akcji z 2011 roku w reżyserii Shawna Levy’ego.

## Fabuła
Rok 2020. Charlie Kenton, kiedyś jeden z czołowych bokserów na świecie, musiał zakończyć karierę, gdy ringami zawładnęły roboty, bo żądna krwi i emocji publika znudzona była już oglądaniem „tradycyjnego” boksu. Fani domagali się brutalnego pokazu siły i całkowitej destrukcji wojowników nowej generacji. Kunszt i talent dawnych zawodowych bokserów popadł w zapomnienie. Charlie zajmuje się organizacją nielegalnych walk i renowacją zawodników ze stali.
Nieoczekiwanie w jego życiu pojawia się nieobecny do tej pory 11-letni syn Maks, który odkrywa świat robot-boksu w blasku fleszy na wielkich arenach i w cieniu podziemnych walk. Maks namawia Charliego, by przywrócił do formy zniszczonego robota, którego znaleźli na wysypisku śmieci i wystawił go do walki. Atom ma widoczne ślady licznych potyczek, ale jest wyposażony w program, który umożliwia mu kopiowanie ludzkich ruchów. Charlie uczy go swojego stylu a Atom wnosi na ring element gracji i zapomnianego piękna walki.
Charlie, Maks, Atom stają przed szansą walki o splendor i sławę przeciw niepokonanemu dotąd mistrzowi. Stawka jest wysoka. Mają tylko jedną szansę, by wspiąć się na szczyt, jakim jest awans do Światowej Ligi Bokserskiej Robotów (World Robot Boxing League). Czy Charlie dostanie szansę odkupienia dawnych win i zaniedbań?

## Obsada
•Krzysztof Banaszyk jako Charlie Kenton
• Miłosz Konkel jako  Maks Kenton
• Magdalena Kumorek jako Bailey Tallet
• Agnieszka Kunikowska jako Debra
• Miłogost Reczek jako Marvin
• Przemysław Bluszcz jako Ricky
• Marcin Przybylski jako Finni
• Krzysztof Szczerbiński jako Korba
• Jacek Lenartowicz jako Herb
• Tomasz Kozłowicz jako Tim
• Angelika Piechowiak jako Farra Lemkova
- Hugh Jackman jako Charlie Kenton
- Dakota Goyo jako Max Kenton
- Kevin Durand jako Ricky
- Evangeline Lilly jako Bailey Tallet
- Hope Davis jako ciotka Debra
- Anthony Mackie jako Finn
- Olga Fonda jako Farra Lemkova
- James Rebhorn jako Marvin
- Karl Yune jako Tak Mashido